# Alcholoa
Alcholoa är en ort i Mexiko.   Den ligger i kommunen Teloloapan och delstaten Guerrero, i den södra delen av landet, 140 km sydväst om huvudstaden Mexico City. Alcholoa ligger 1 449 meter över havet och antalet invånare är 200.
Terrängen runt Alcholoa är kuperad. Runt Alcholoa är det ganska glesbefolkat, med 50 invånare per kvadratkilometer. Närmaste större samhälle är Teloloapan, 6,4 km sydost om Alcholoa. I omgivningarna runt Alcholoa växer huvudsakligen savannskog.